# 快速列車

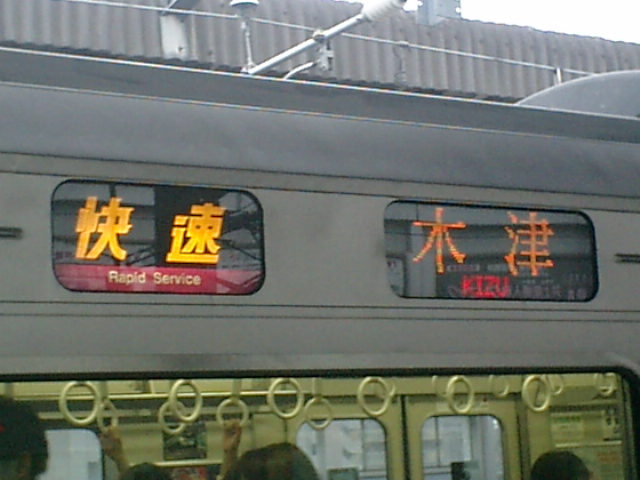
JR西日本207系電車の快速表示の例（JR東西線直通電車）

快速列車（かいそくれっしゃ、英: rapid train）は、鉄道において一般に急行料金などの追加料金は要しないが、途中駅の一部または全部を通過し、主要駅のみに停車することで目的地駅への速達サービスを提供する列車である。なお、日本国有鉄道（国鉄）・JRの旅客営業規則における用語では、快速列車は広義の普通列車に含まれる。
ここでは特に断りがない限り、日本における快速列車を主題として解説している。また、「通勤快速」など「快速」の名がつく派生種別についても扱う。

## JR
JRグループの旅客営業規則においては普通列車の一種であり、急行料金が必要となる急行列車（優等列車）に対して料金不要で乗車できる種別である。
快速列車であっても、各駅に停車する区間においては「普通」と案内される場合がある。例えば、京阪神地区の東海道・山陽本線（琵琶湖・JR京都・神戸線）や、常磐線中距離列車（普通列車）の快速は、快速運転区間においては「快速」、各駅停車となる区間は「普通」として案内されている。これらの快速は市販の時刻表では「快速」の表記がなく、普通列車の扱いである。変わった例として、湘南新宿ラインでは、横須賀線（ - 宇都宮線）系統の列車が停車する西大井駅・新川崎駅・保土ケ谷駅・東戸塚駅を東海道線（ - 高崎線）系統の列車が通過するため、後者は東海道線の普通列車に相当する停車駅ながら「快速」として運転される。
このような列車は比較的長い距離を運転するものが多いものの、末端区間では各駅停車となる場合も多い。ただ、直通列車や速達列車の存在自体が重宝される場合もある。例えば、兵庫県相生市や赤穂市は「京阪神まで新快速1本」で行けることをアピールして観光や定住促進活動を行ってきたが、2016年3月26日のダイヤ改正で日中の新快速の乗り入れがなくなり、区間運転の普通列車に代替された。これらの沿線では通過運転は行っていないので減便となったわけではないが、沿線自治体から懸念されるほどの事態となった。また、速達列車が昼間のみの運転であっても、その列車が存在することで不動産広告などに所要時間を掲載できるといったメリットもある（通勤時間帯の所要時間が増える場合や速達列車の運転がない場合はその旨を付記する必要があるが、その付記は小さい）。

### 車両
特急列車や急行列車とは異なり、使用する車種は基本的に定められていないが、通常は普通列車用車両（一般形車両・近郊形車両・通勤形車両）が使用される。ただし、運用上の兼ね合いで特急形車両が使用される場合もあり、この例として過去にJR北海道の「エアポート」で行われていた運用が挙げられる。1992年7月から2016年3月まで、「エアポート」の一部列車は札幌駅 - 旭川駅間の特急列車（781系、785系、789系1000番台）が札幌駅で快速「エアポート」に種別変更し、直通運転が行われていた。JR東日本では、「ホリデー快速」に代表される首都圏の臨時快速列車の一部に特急形車両（185系・E257系等）を使用していた(現在はほとんどの列車が特急に格上げされている)。
また、格下げとして特急形車両をそのまま充当する列車も存在した。例えばJR東日本では特急「北越」廃止後に新設され、2017年3月4日ダイヤ改正まで運行していた新潟駅 - 糸魚川駅間の快速列車には485系が使用されていた。2015年3月14日のダイヤ改正までは「あいづライナー」や「くびき野」にも485系が使用されていたが、列車廃止や新形車両への置き換えによる特急格上げなどに伴い充当を終了した。過去には急行形車両を使用した列車も存在しており、間合い運用はもとより、格下げの例としては京阪神地区の新快速や中京地区の快速に153系が使用されていたほか、快速「みえ」にはキハ58系・キハ65形が使用され、「ムーンライトえちご」には165系が使用されていた。
地方都市間路線や観光路線では、一部の車両、または全車を指定席車とし、乗車券のほかに指定席券を必要とする列車や、グリーン車を連結する列車もある。

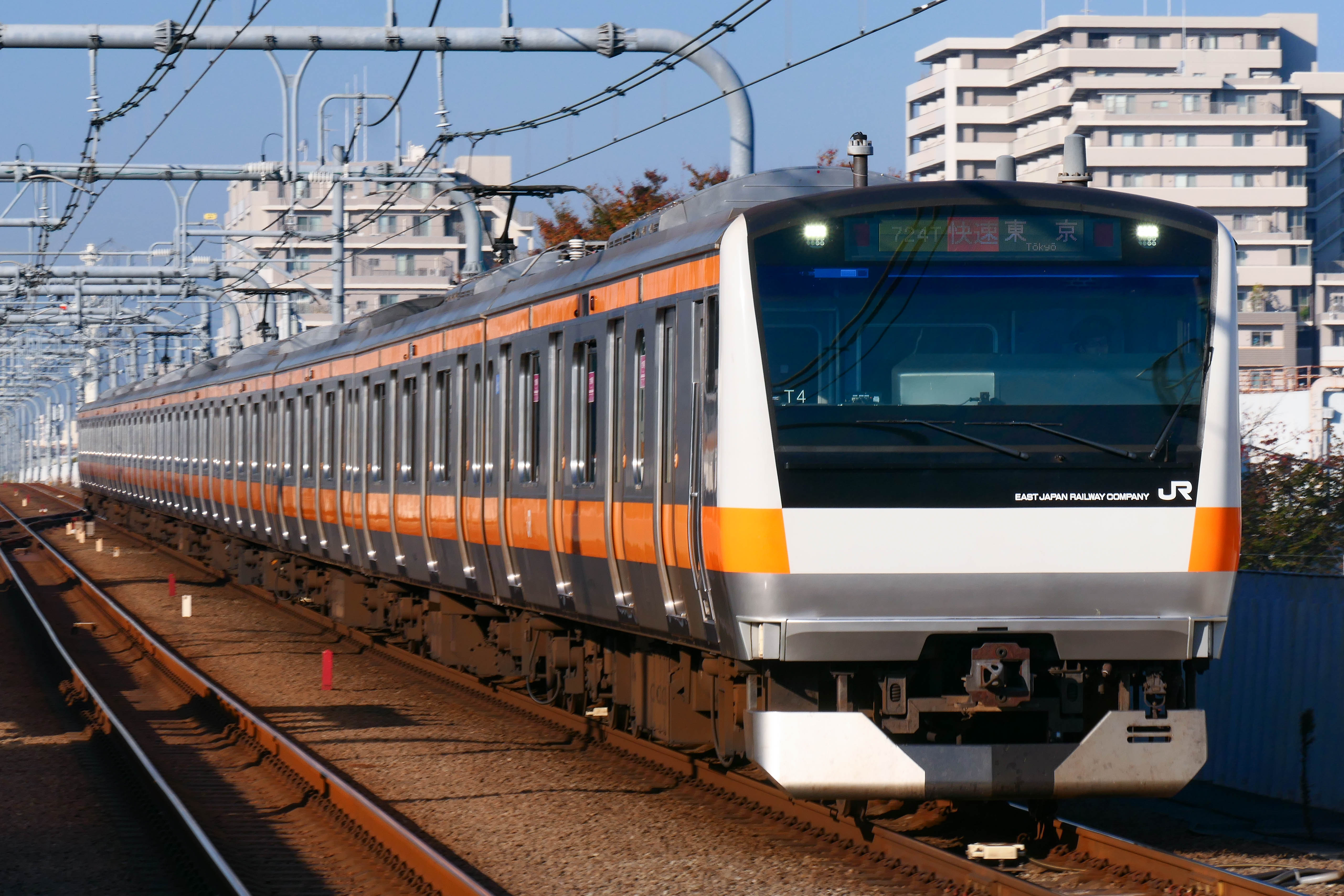
一般型通勤タイプ（E233系）を使用する中央線の快速電車
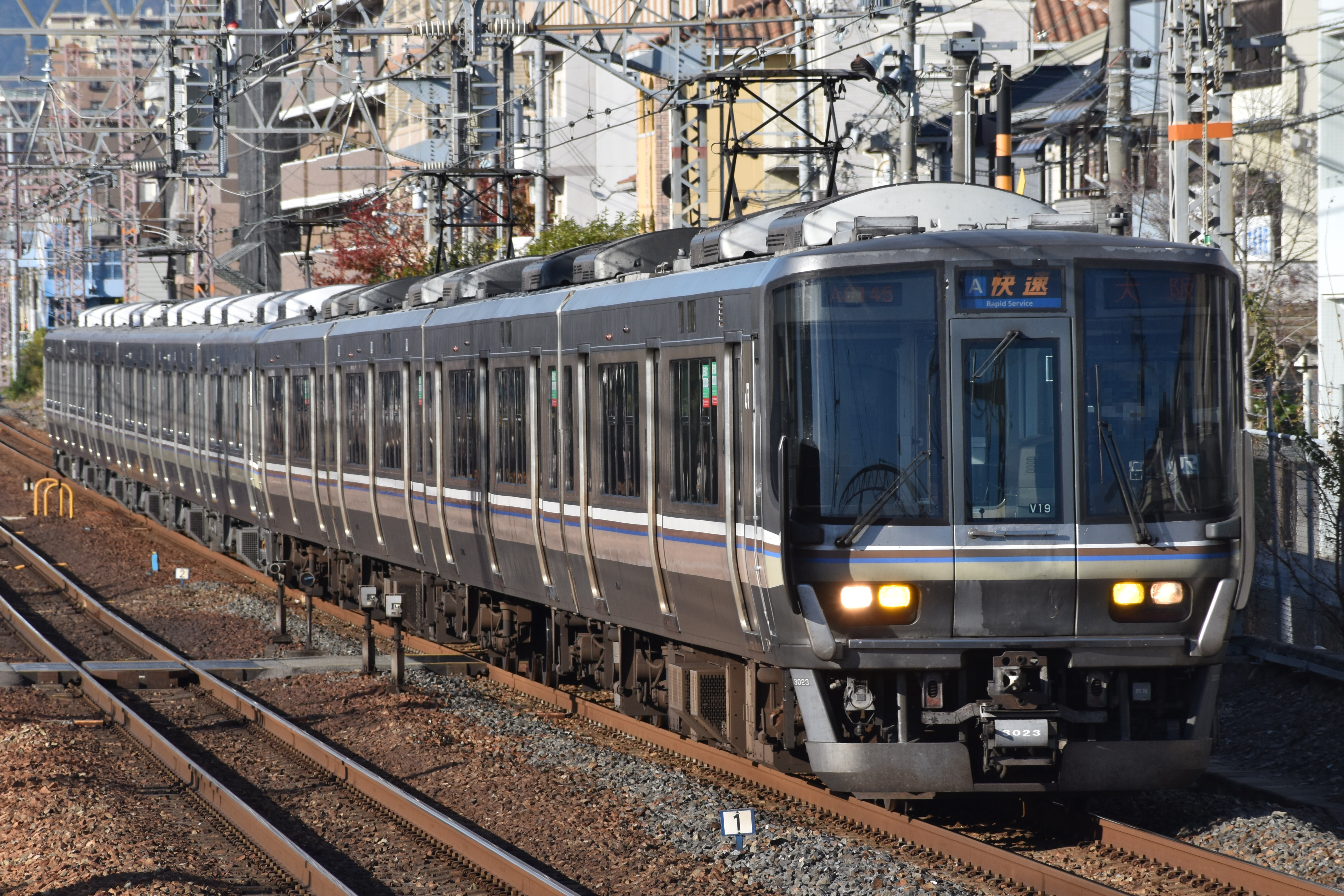
近郊形（223系）を使用するJR神戸線の快速電車
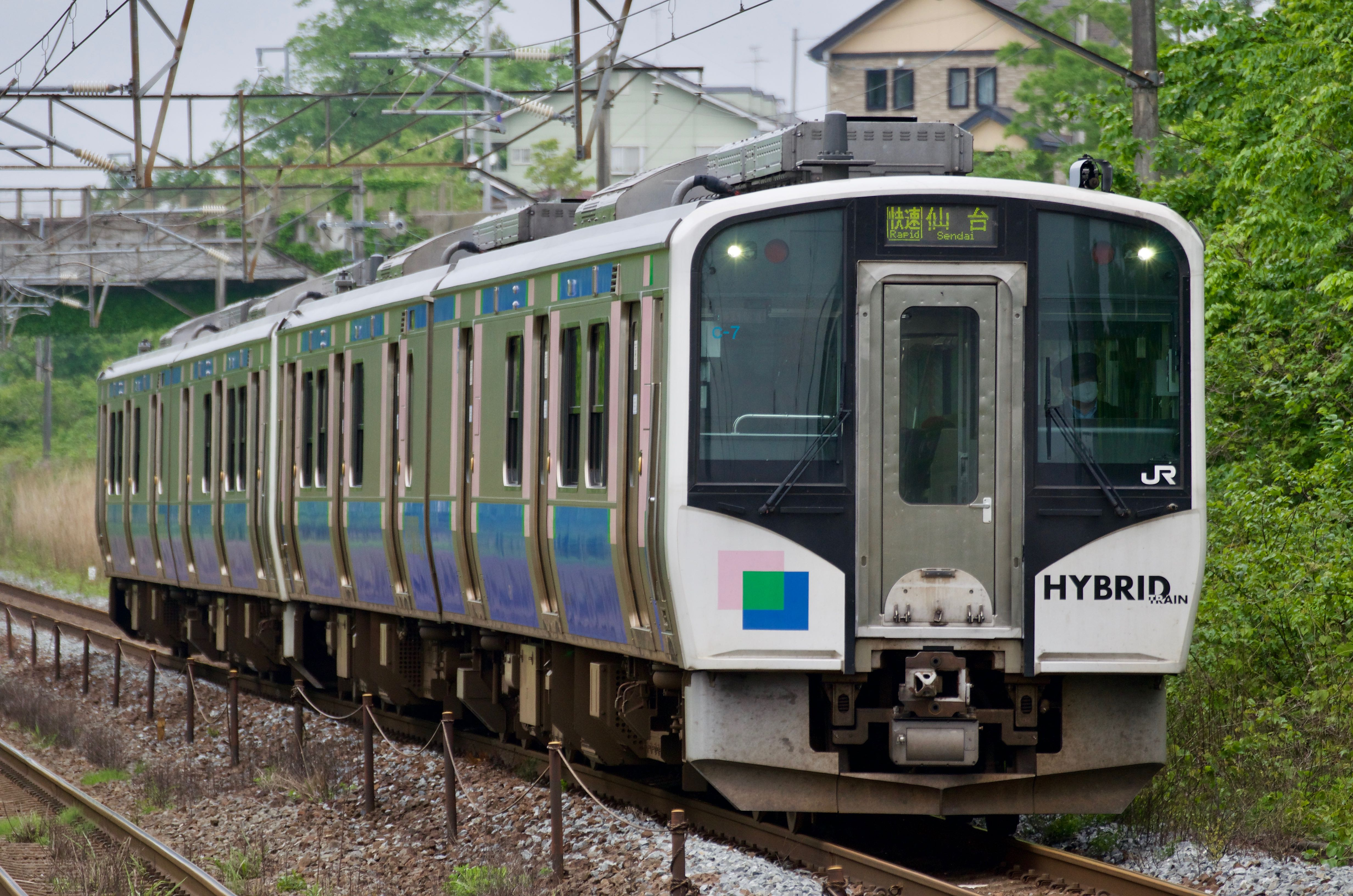
一般形（HB-E210系）を使用する仙石東北ラインの快速列車

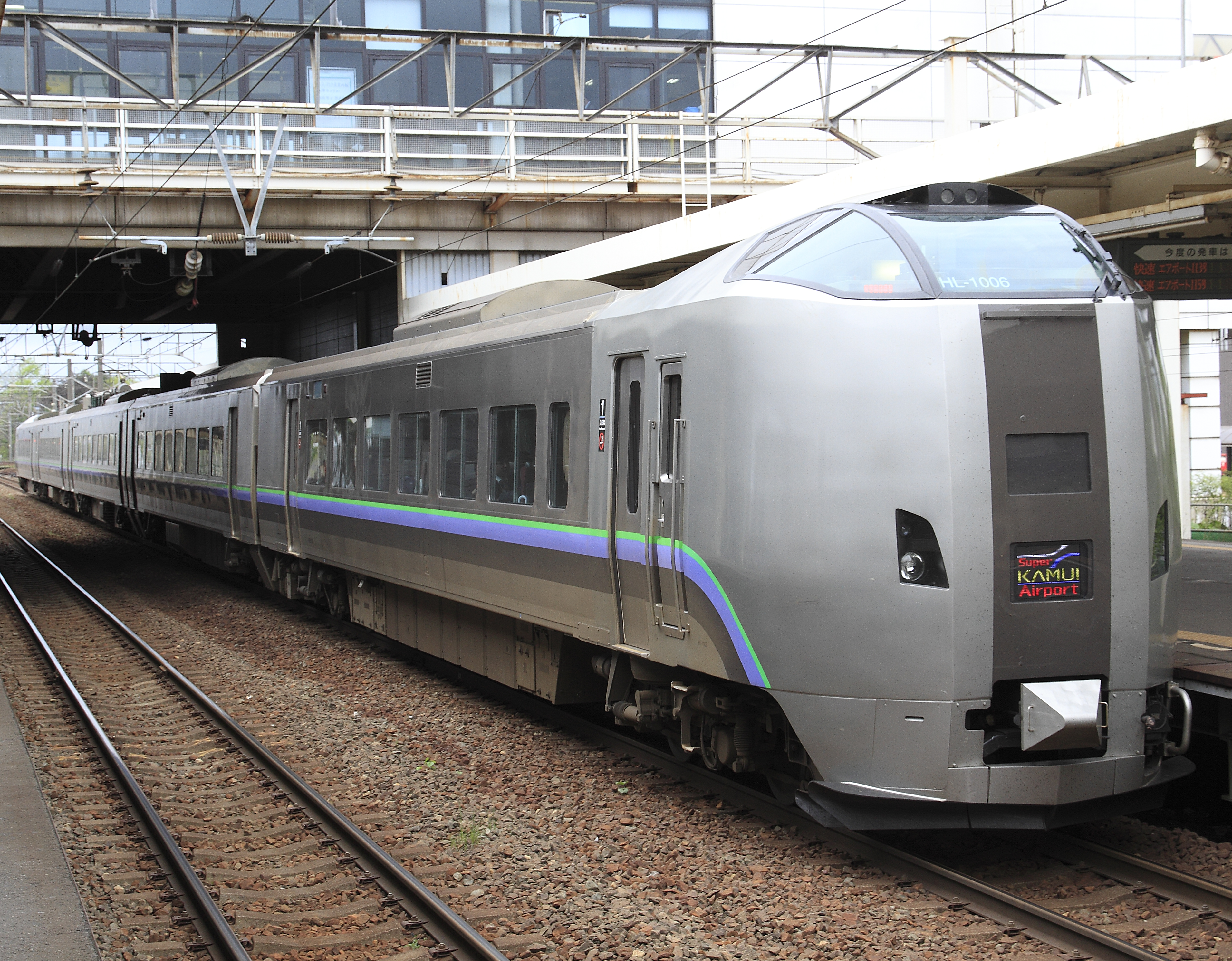
特急形（789系1000番台）を使用していた当時の快速「エアポート」
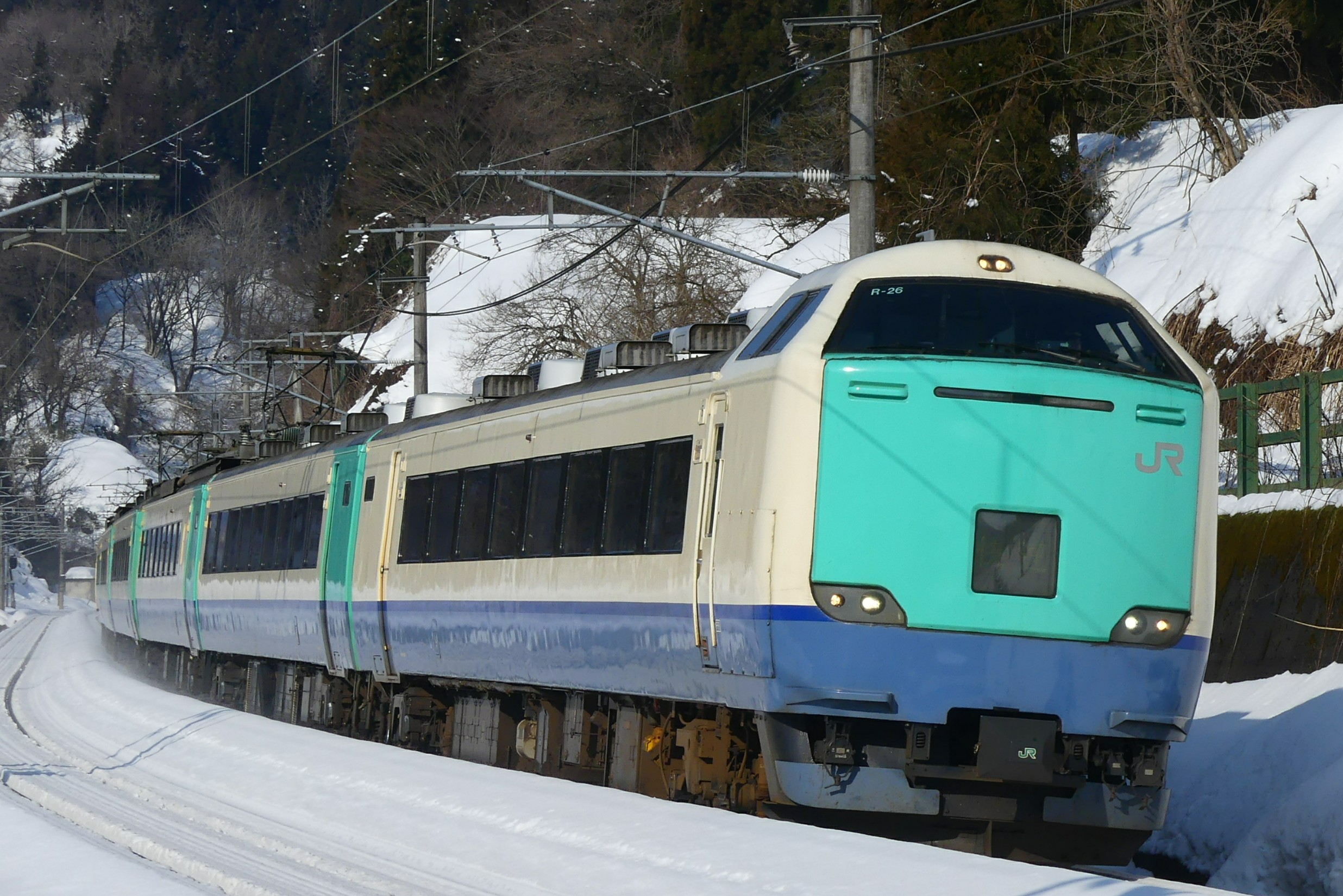
新潟駅 - 糸魚川駅間で運行されていた485系による快速
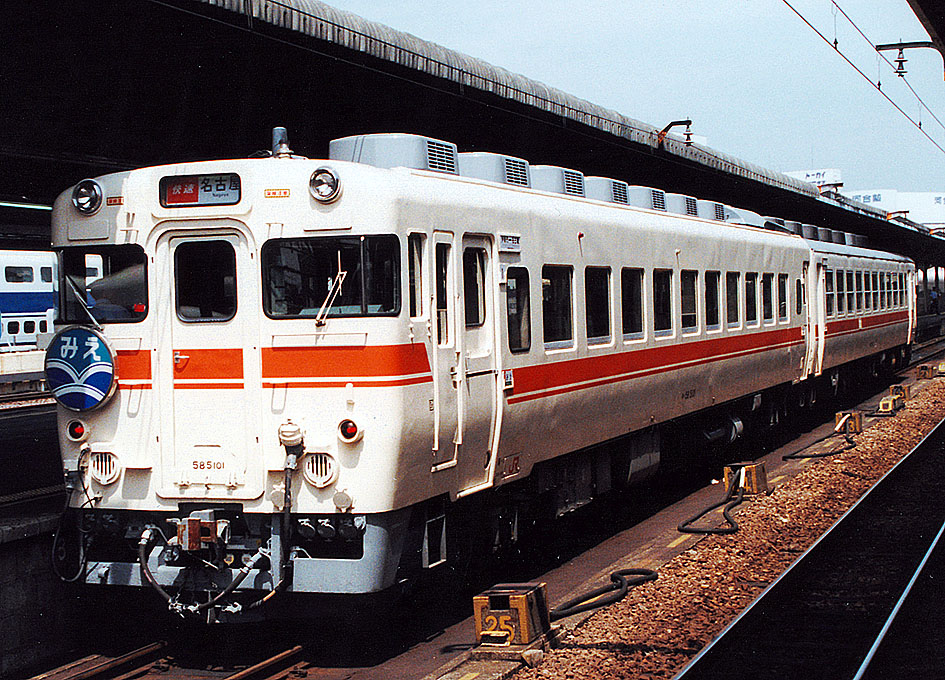
急行形を使用していた快速「みえ」
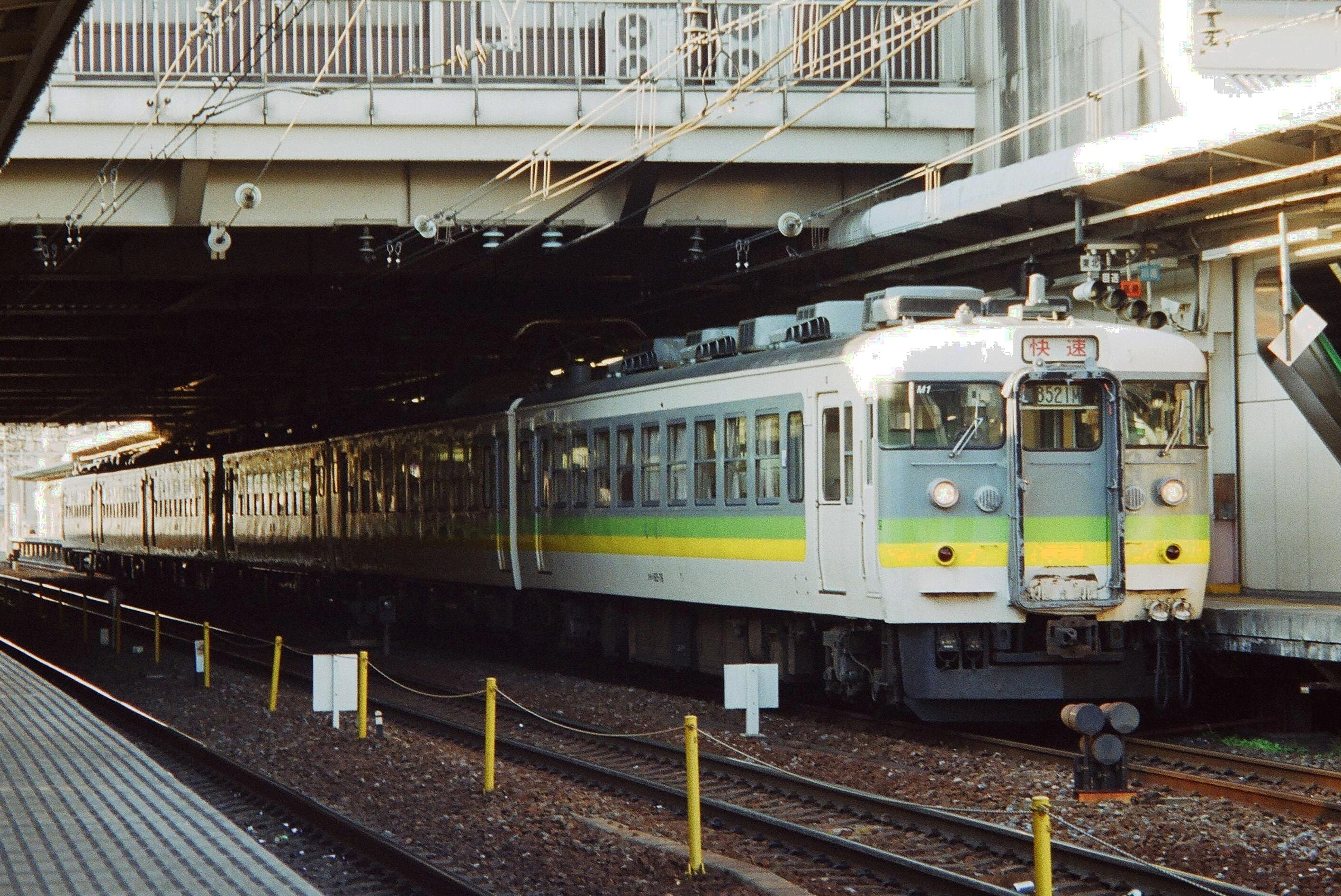
「ムーンライトえちご」にも用いられていた165系

### 愛称

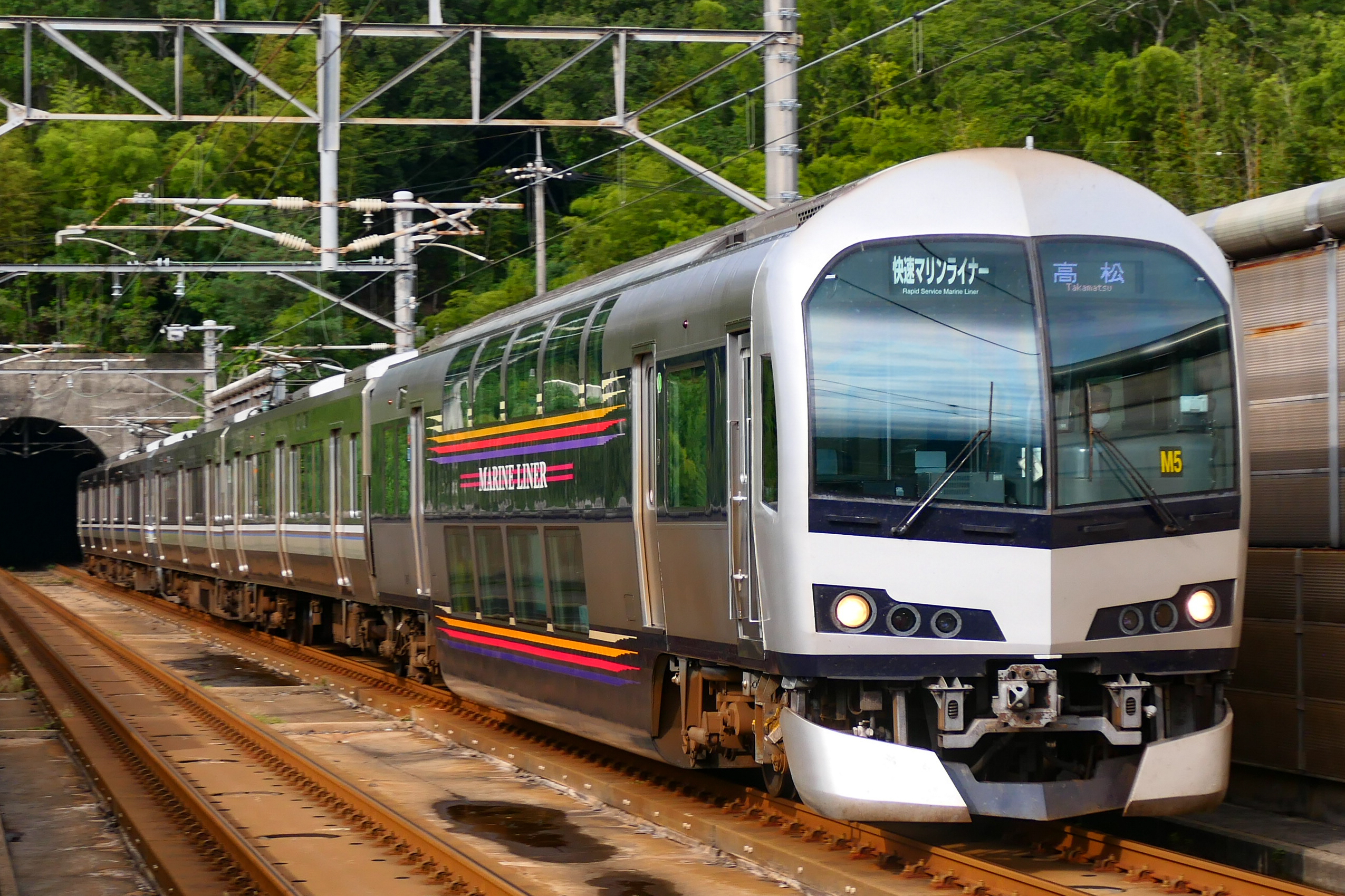
列車愛称がある快速列車の例:マリンライナー

JR北海道の快速列車はほとんどに列車愛称が付与されているが、それ以外の地域では列車愛称がないケースが大半である。しかし、「とっとりライナー」（山陰本線）・「アクティー」（東海道本線）・「シーサイドライナー」（大村線など）・夜行列車の「ムーンライト○○」などのように愛称付きの快速が運転されている（いた）ケースもある。
「エアポート」・「マリンライナー」・「はまゆり」・「みえ」・「ホームライナー」など指定席を設定している列車は、指定席発券システムの管理に際しては、列車番号ではなく、列車愛称によって列車を特定する。このため、同名の列車が2本以上運行される場合、号数（例：「マリンライナーXX号」）が付与されている。
全車自由席の快速列車において愛称が付与される列車は以下のものが挙げられる。
北海道旅客鉄道（JR北海道）
特別快速「大雪」（旭川駅 - 網走駅）、快速「きたみ」（旭川駅 - 網走駅）、「なよろ」（旭川駅 - 名寄駅）、「はなさき」「ノサップ」（釧路駅 - 根室駅）など、大半の快速に愛称が付与されている（新得発帯広行の快速列車など、愛称がないものもごく一部存在する）。この他、かつては「アイリス」（函館駅 - 長万部駅）、「あばしり」（遠軽駅 - 網走駅）、「るもい」（下り旭川駅→増毛駅、上り留萌駅→深川駅）など、多くの愛称付き快速列車が存在した。
東日本旅客鉄道（JR東日本）
JR発足間もない頃に新設された快速列車には列車愛称を付与していたが、2000年代以降列車愛称の整理を実施しており、「うみかぜ」・「仙山」・「ばんだい」・「マリンドリーム」・「仙台シティラビット」などの愛称が廃止・削減されている。東北地方（特に仙台・秋田支社管内）の快速列車にこの傾向が強いが、すべての愛称が廃止されたわけではなく、「リアス」のように愛称が付与された快速列車も存在する。首都圏では上野東京ライン経由の快速列車は快速運転区間において「アクティー」「アーバン」「ラビット」といった愛称が付与されるが、通勤快速や湘南新宿ライン経由の快速・特別快速には愛称が付与されないなど、列車愛称付きの列車と愛称なしの列車が混在している例がある。なお、快速「アクティー」は2023年3月18日のダイヤ改正で廃止されている。横須賀線・総武快速線においては成田空港駅発着の快速列車に「エアポート成田」という愛称を付与していたが、2002年12月のダイヤ改正で成田空港駅発の列車は愛称が廃止され、成田空港行の列車にのみ「エアポート成田」の愛称が付与されていた。同じ区間を走る列車でも上下列車で愛称の有無が異なる状態となっていたが、2018年3月のダイヤ改正で成田空港行の列車も愛称が廃止され、上下ともに無愛称の快速となって他の横須賀・総武快速線電車と同じ扱いとなった（停車駅に変更なし）。
2013年3月16日のダイヤ改正前においては京葉線の快速は方面によって停車駅が異なっていたことから、蘇我方面の快速列車を「京葉快速」、武蔵野線直通の快速列車を「武蔵野快速」として案内していた。ただし京葉線・武蔵野線系統とも正式な種別は「快速」であることから、「京葉快速」および「武蔵野快速」は、あくまでも愛称としての位置づけであった。
東海旅客鉄道（JR東海）
自由席のみで組成される快速列車には列車愛称は基本的に付与されないが、例外的に飯田線とJR東日本中央本線・篠ノ井線を直通する快速列車（飯田発長野行と松本発飯田行を1日1本ずつ運転）には「みすず」という愛称が付与されている。飯田線内では快速運転を行うが、飯田発長野行の列車は岡谷駅で種別を変更し、中央本線・篠ノ井線内では普通「みすず」として運行される。
西日本旅客鉄道（JR西日本）
中国地方の快速列車は「◯◯ライナー」という愛称が付与される（「通勤ライナー」、「シティライナー」、「とっとりライナー」など）。このうち「サンライナー」、「アクアライナー」は2022年春ダイヤ改正にて全廃となる。
津山線で運行している快速列車「ことぶき」は運行開始当初は指定席が設定されていたため、列車愛称が付与されたものである。
四国旅客鉄道（JR四国）
瀬戸大橋線開業時から高松駅 - 岡山駅間には「マリンライナー」が運行されているが、一部は全車自由席である。2002年以降は予讃線の高松駅 - 坂出駅間にて快速運転を行い、坂出駅以遠で各駅に停車する列車には「サンポート」の愛称が付与されている。さらに、「サンポート」のうち特急「南風」に接続するものには「サンポート南風リレー号」の愛称が付与される。
過去には徳島地区の「鳴門きんときライナー」などがあった。
九州旅客鉄道（JR九州）
鹿児島本線荒尾駅以北で運行している快速列車（区間快速を含む）や福北ゆたか線（筑豊本線・篠栗線）の快速列車のように列車愛称がつけられないケースがある一方で、地方で運行している快速列車には「なのはな」（指宿枕崎線）や「シーサイドライナー」（大村線など）、「日南マリーン号」（日南線）のように愛称が付与されている。過去には、鹿児島本線鳥栖駅以南で快速運転を行う「くまもとライナー」等があった。この他にも肥薩おれんじ鉄道から直通運転を行っている快速列車には「スーパーおれんじ」「オーシャンライナーさつま」の愛称が付与されている。

### 快速電車
電車特定区間を中心に、通過駅を伴う電車により運転されている列車を「快速電車」と呼ぶ。これは主に各駅停車に対する速達の意味合いであるものの、中距離列車（普通列車）と並走する場合に齟齬を来すことがある。
上記にある、常磐線やJR京都線・神戸線の普通列車が電車特定区間内において「快速」と案内されるのは、別に運行される各駅停車との区別や、既にある圏外を結ぶ中距離列車である（電車による）「普通列車」との停車駅の統一によるものである。
常磐線では、通勤五方面作戦による増強計画で複々線計画から外れた三河島駅・南千住駅や大幅に遅れた天王台駅には快速電車が停車していたものの、普通列車は通過していた（過去はそれ以外にも通過駅があった）。2004年3月13日の改正で停車駅が統一され、そして10月16日の改正で案内が「快速」に統一された。
元々は、中央線において速達種別として「急行電車」が運転されるようになったが、有料の急行列車が運転されるようになると、紛らわしさから快速電車に改称されたという経緯がある。中央線でも、快速電車よりも普通列車の方が停車駅が少なかったことがある（ただし、ビューやまなしなどの一部の快速列車は、中央快速線内では「普通」の停車駅を踏襲している）。

### その他
通過駅を持たせたまま、あるいは特別通過する停車パターンでありながら「普通」扱いにする列車もある。また旧国鉄時代には、地方の路線において朝晩の時間帯に乗降客の少ない駅やホームの短い駅を通過する設定があったが、快速とはせず単に普通列車として扱われていた。
逆に、全運転区間で通過駅が1駅しかないにもかかわらず「快速」を名乗る場合もある。例えば、2013年3月16日改正時点では、山陰本線・舞鶴線・播但線といった北近畿地区を運行する一部の快速などにこの事象が見られる。また、中央線快速の武蔵小金井駅・立川駅・豊田駅 - 高尾駅・大月駅間のみを運転する快速電車に至っては、通過駅が1駅も存在しない（ただし、案内上は各駅停車である）。
同じく、新快速では赤穂線内や湖西線の近江舞子以北、北陸本線米原以北などでは各駅に止まるが、種別幕は「新快速」のままである。

## 民鉄事業者

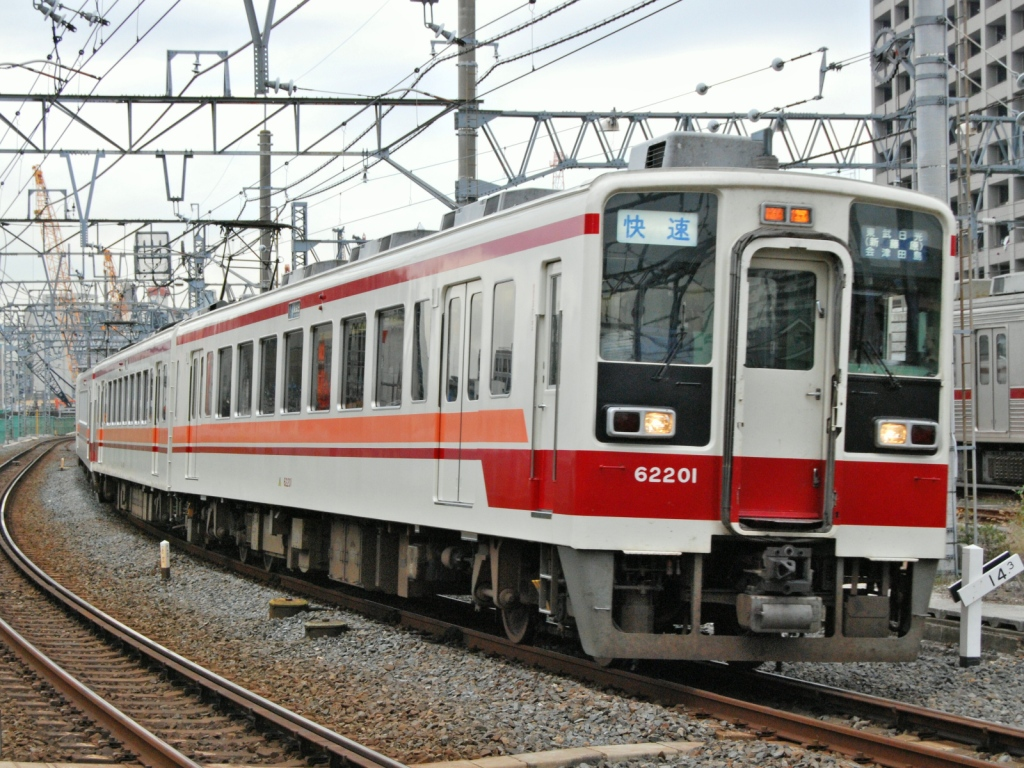
専用の車両で運行していた東武伊勢崎線の快速列車

私鉄・第三セクター鉄道においても、快速という列車種別が設定されている鉄道会社があり、JRグループと異なり、特急や急行・準急等と共に優等列車として扱われることもあるが、料金不要列車も優等列車の範疇に含めるかどうかは事業者によって相違しており、国鉄・JRと同様に「優等列車」として扱わない鉄道会社もある。例として東武鉄道伊勢崎・日光線において2017年4月まで運行していた快速・区間快速は当該列車で運用することを目的としたセミクロスシート車両である6050系で運行していたが、同社では料金不要列車には速達種別であっても優等列車という表現を用いず、一般列車と表現している。京王電鉄においても各駅停車を除く列車は優等列車ではなく、急行系列車と表現している。また、横浜市営地下鉄ブルーラインや東京メトロ東西線、都営地下鉄浅草線、都営地下鉄新宿線など、地下鉄路線でも運行されていることがある。
準急・急行などの列車種別との上下関係は鉄道会社によって異なり、下表のように3パターンに分けられる。
首都圏新都市鉄道つくばエクスプレス・東京地下鉄（東京メトロ）東西線など、優等列車として「快速」および「通勤快速」などの快速の派生種別のみ設定されている路線も存在する。
快速の種別を設定している私鉄は東日本の事業者が多く、関東地区の大手私鉄では小田急電鉄以外の各社で設定されたことがある。その一方、西日本の事業者での設定は少ない。また、関西の私鉄の沿線住民の間では、快速急行の略称として「快速」と呼ばれることもある。
使用する車両は特急列車や一部の急行列車とは異なり、専属で使用する車種が定められていないことがほとんどであり、基本的に一般車両（大手私鉄では通勤形車両）が使用される。例外的に専用の車両を使用する事例として、東武鉄道では伊勢崎・日光線では6050系を使用することは前記した。過去には前身車種である6000系や特急から格下げされた5700系が使用されていた。鹿島臨海鉄道ではかつて運行していた「マリンライナーはまなす」は専用車両として7000系が使用されていた。この他北近畿タンゴ鉄道宮津線では2007年3月17日まで「特急用車両を使用している」との理由から、宮津駅→西舞鶴駅間の22時台に通過駅のない「各駅停車の快速」を設定していたことがあった。
一部の私鉄で運行している快速列車には運賃の他に料金を徴収するものもあり、2021年現在ではしなの鉄道の「しなのサンライズ号・しなのサンセット号」（2015年3月以降～2020年7月までは全席自由席に変更して運行）、あいの風とやま鉄道およびIRいしかわ鉄道が運行している「あいの風ライナー」は運賃の他に指定席券（ライナー券）を必要とする。過去の例では鹿島臨海鉄道が運行していた「マリンライナーはまなす」は運賃のほかに乗車整理券200円が必要であった。この他に東武鉄道と伊豆箱根鉄道では一部座席指定の快速列車を運行していた（ホームライナー#私鉄・第三セクターにおける類似列車も参照）。
| 類型及びその説明 | 類型及びその説明                                 | 路線       | 列車種別の序列 （速達順）                               | 詳細 |
| ---------------- | ------------------------------------------------ | ---------- | ------------------------------------------------------- | --- |
| 1                | JRと同じく、急行と各駅停車・普通との間に位置する | 京王線     | 特急 急行 区間急行 快速                                 | 井の頭線を除く「京王線系統」で実施されている種別区分。なお、井の頭線には快速という列車種別自体が運行されていない。 |
| 1                | JRと同じく、急行と各駅停車・普通との間に位置する | 相鉄本線   | 特急 通勤特急 急行 通勤急行 快速                        | |
| 2                | 快速が急行・準急の間となるもの                   | 西武池袋線 | 特急 S-TRAIN 快速急行 急行・通勤急行 快速 通勤準急 準急 | |

かつては京成電鉄や東武鉄道、神戸電鉄にて急行よりも上位種別である快速が設定されていたが、2023年3月に東武東上本線の快速が廃止されたことにより、快速と急行の双方が設定されている事業者においては全て快速が急行より下位となった。また、西武新宿線では、1993年12月6日のダイヤ改正から2001年12月のダイヤ改正まで、急行よりも上位種別の「快速」が存在していたが、これは平日朝ラッシュ時に本川越発の「急行」と千鳥停車を行っていた、拝島・西武遊園地発で、上石神井通過の「急行」を置き換えたものである（2012年6月に廃止された拝島快速とは異なる）。
JR以外で快速列車を運行する事業者・路線を下表に示す。「通勤快速」など快速の派生種別を運行する事業者・路線については派生種別の項を参照。
| 運行事業者                                                         | 運行線区                              | 運行線区                            | 他の優等列車      | 他の優等列車      | 備考 |
| 運行事業者                                                         | 通過駅あり                            | 各駅に停車                          | 快速の 派生種別   | その他の 優等種別 | 備考 |
| ------------------------------------------------------------------ | ------------------------------------- | ----------------------------------- | ----------------- | ----------------- | --- |
| 青い森鉄道                                                         | 青い森鉄道線                          | [ 注 10 ]                           | なし              | なし              | 2018年3月17日ダイヤ改正で、線内完結列車が廃止され、野辺地駅からJR大湊線へ直通する「しもきた」のみとなる。なお、同日ダイヤ改正で、青森発八戸行の始発列車は、普通列車ながら西平内駅と狩場沢駅を通過するが、2021年3月13日ダイヤ改正で、通過駅が狩場沢駅から千曳駅に変更されている。 |
| 秋田内陸縦貫鉄道                                                   | 秋田内陸線                            |                                     | なし              | あり              | |
| 仙台空港鉄道                                                       | 仙台空港線                            |                                     | なし              | なし              | 仙台駅までJR線との相互直通運転。 |
| 会津鉄道                                                           | 会津線                                |                                     | 区間快速          | なし              | 会津鉄道会津線#運行形態を参照。 |
| 宇都宮ライトレール                                                 | 宇都宮芳賀ライトレール線              |                                     | なし              | なし              | 2024年4月1日ダイヤ改正より新設。平日朝ラッシュ時間帯の下りのみ。英語表記は「Express」である |
| 関東鉄道                                                           | 常総線                                |                                     | なし              | なし              | 詳細は関東鉄道常総線#快速列車を参照。 |
| 首都圏新都市鉄道                                                   | つくばエクスプレス                    |                                     | 区間快速 通勤快速 | なし              | 通勤快速は2012年10月15日ダイヤ改正日から。平日ラッシュ時間（朝は上り・夕・夜間は下り）に運転。通勤快速運転時間帯は快速の運転はない。 |
| いすみ鉄道                                                         | いすみ線                              |                                     | なし              | あり              | 快速は、土休日朝の大多喜発大原行の1本のみ運行。なお、上位種別である急行列車も、土休日のみの運行。 |
| 東葉高速鉄道 東京地下鉄 （東京メトロ） 東日本旅客鉄道 （JR東日本） | 東西線                                | 東葉高速線 総武線 中央線            | 通勤快速          | なし              | 東西線において、日本の地下鉄としては初めて優等種別が設けられた。 東西線内では元々は停車駅の異なる「A快速」「B快速」「C快速」があり、列車種別が曖昧な状態であったが、1996年のダイヤ改正によって現在は「A快速」が廃止され、「B快速」に当たる停車駅で快速が、「C快速」に当たる停車駅で通勤快速が運行されている。また、総武線方面の直通列車は平日の朝夕のみ運行されており、通勤快速は平日朝のB線のみ運転されている。 またかつて東葉高速線内にも、「東葉快速」という種別があったが、現在は廃止されている。（詳細は東京メトロ東西線#運行形態を参照） |
| 京成電鉄 芝山鉄道 東京都交通局 京浜急行電鉄                        | 本線 押上線                           | 東成田線 芝山鉄道線 浅草線 京急本線 | なし              | あり              | 京急線内は泉岳寺 - 品川間のみ。 |
| 京王電鉄 東京都交通局                                              | 京王線                                | 新線 相模原線 高尾線 新宿線         | なし              | あり              | 新宿線の種別としては2013年2月22日のダイヤ改定で廃止となった。 （事業者の境界駅である新線新宿駅で種別変更を行うようになった。） |
| 西武鉄道 東京地下鉄 （東京メトロ）                                 | 池袋線                                | 狭山線 西武有楽町線 有楽町線        | なし              | あり              | 有楽町線の種別としては2008年6月14日のダイヤ改正で廃止となった。 （事業者の境界駅である小竹向原駅で種別変更を行うようになった。） 2001年12月までは新宿線系統にも設定されていた。 |
| 相模鉄道                                                           | 本線                                  | いずみ野線                          | なし              | あり              | 本線の通過運転区間は横浜駅 - 西谷駅間のみ。いずみ野線内と本線西谷駅 - 海老名駅間は各駅に停車。 |
| 横浜市交通局                                                       | ブルーライン                          |                                     | なし              | なし              | 2015年7月18日ダイヤ改正日から、日中のみに運転。 |
| しなの鉄道                                                         | しなの鉄道線 北しなの線               |                                     | なし              | なし              | 愛称無しの快速列車の他に、それぞれ停車駅の異なる快速「軽井沢リゾート号」「しなのサンライズ号」「しなのサンセット号」が運行されている。 |
| あいの風とやま鉄道                                                 | あいの風とやま鉄道線 IRいしかわ鉄道線 |                                     | なし              | なし              | 「あいの風ライナー」。IRいしかわ鉄道線内は金沢駅以外全て通過。乗車にはライナー券が必要。土休日運休。 |
| IRいしかわ鉄道                                                     | IRいしかわ鉄道線                      |                                     | なし              | なし              | 2025年3月15日のダイヤ改正で運転開始。大聖寺駅 - 金沢駅間のみの運転かつ大聖寺駅 - 小松駅間は各駅停車。 |
| ハピラインふくい                                                   | ハピラインふくい線                    |                                     | なし              | なし              | 敦賀駅〜福井駅間で朝と夕夜時間帯に運転 |
| えちぜん鉄道                                                       | 勝山永平寺線 三国芦原線               |                                     | なし              | なし              | 勝山駅→福井駅間と三国港駅→福井駅間のみ運行。 |
| 大井川鐵道                                                         | 大井川本線                            |                                     | なし              | あり              | |
| 近江鉄道                                                           | 八日市線                              |                                     | なし              | なし              | かつては本線にも設定されていた。 |
| 阪急電鉄                                                           | 神戸本線 神戸高速線                   | 神戸高速線                          | なし              | あり              | 平日ダイヤ朝夕限定の種別。 かつて京都本線で設定されていたが、2022年12月のダイヤ改正で廃止。（下記）その後、2025年2月のダイヤ改正で神戸本線系統に復活している。（平日ダイヤ限定のため、一番列車はまだ走っていない。） 神戸高速線運用は夜の大阪梅田始発新開地行き下り1本のみ。 |
| WILLER TRAINS （京都丹後鉄道）                                     | 宮福線 宮豊線 宮舞線                  |                                     | なし              | あり              | 特急用車両を用いる「通勤ライナー」は快速列車であるが乗車には追加料金が必要であり、これは着席サービスを伴わない日本の定期列車としては唯一の例である。 |
| 広島電鉄                                                           | 本線                                  | 宇品線                              | なし              | なし              | 2025年8月より平日朝ラッシュ時の広島港方面のみ実証運行。 |
| 土佐くろしお鉄道                                                   | 阿佐線                                |                                     | なし              | なし              | JR線高知駅まで直通運転 |
| 松浦鉄道                                                           | 西九州線                              |                                     | なし              | なし              | 佐々駅 - 佐世保駅間で朝夕に運行 |

各駅に停車する線区は、いずれも通過する線区と直通運転を行う。
| 運行事業者           | 運行線区                                  | 備考 |
| -------------------- | ----------------------------------------- | --- |
| 北海道ちほく高原鉄道 | ふるさと銀河線                            | 快速「銀河」として根室本線帯広駅まで乗入れていた。 |
| 弘南鉄道             | 弘南線・大鰐線                            | 大鰐線は本数の削減により、弘南線は2007年6月に平賀駅構内で発生した脱線事故の影響から、それぞれ廃止。 |
| IGRいわて銀河鉄道    | いわて銀河鉄道線                          | 2015年3月14日のダイヤ改正で、青い森鉄道線からの直通列車、及びJR花輪線から乗り入れる「八幡平」が廃止。 |
| 山形鉄道             | フラワー長井線                            | 1993年3月8日改正で新設、1995年12月廃止。 |
| 上信電鉄             | 上信線                                    | 1985年前後に廃止。 |
| 鹿島臨海鉄道         | 大洗鹿島線                                | 1998年12月のダイヤ改正で廃止。料金不要の「はまなす」と有料の「マリンライナーはまなす」を運行していた。 |
| 東武鉄道             | スカイツリーライン 日光線 鬼怒川線 東上線 | 本線系統の快速は2017年4月のダイヤ改正で廃止。2006年以降は急行より上位の種別であった。それ以前では現行の急行電車とは異なる有料急行列車「ゆのさと」・「しもつけ」・「きりふり」が存在したため、快速はその下位であった（類型2に近い）。快速が料金を徴収しない列車種別としては最上位種別となっている点は以前と変わりがない。1964年から1976年までは一部座席指定であった。 東上線の快速は2013年3月から2023年3月まで運転。末期の本線系統と同様、急行より上位の種別であった。 |
| 東京モノレール       | モノレール羽田線                          | 2010年時点では「空港快速」・「区間快速」に再編され、「空港快速」が最上位に位置している。 |
| 東京急行電鉄         | 田園都市線                                | 「急行」に統合され廃止。なお2007年から運転されている準急は停車駅がほぼ同じで、実質的には当時の快速の後継列車となっている。 |
| 上田交通             | 別所線                                    | 1990年3月10日改正で新設、1993年3月18日改正で廃止。 |
| のと鉄道             | 七尾線・能登線                            | 1988年3月25日に快速「のと恋路」号として運行開始。1991年9月1日からは「のと恋路」号が急行に昇格し、快速の愛称が無くなる。1999年廃止。 |
| 伊豆箱根鉄道         | 駿豆線                                    | 1988年頃から1998年3月まで運行。一部座席指定であった。 |
| 静岡鉄道             | 駿遠線 静岡清水線・清水市内線             | 駿遠線は1958年5月20日から1967年10月16日まで、静岡清水線と清水市内線（港橋方面）は1953年11月24日から1958年3月9日まで存在（静岡清水線の快速は翌日以降「急行」に変更）。 |
| 天竜浜名湖鉄道       | 天竜浜名湖線                              | 1996年3月16日改正で新設、2000年3月26日改正で廃止。 |
| 愛知環状鉄道         | 愛知環状鉄道線                            | 2005年3月1日から9月30日まで、東海旅客鉄道（JR東海）中央本線名古屋駅から高蔵寺駅経由で愛知環状鉄道線万博八草駅（現・八草駅）まで快速「エキスポシャトル」が運行されていた。 |
| 長良川鉄道           | 越美南線                                  | 1997年10月1日改正で新設、1998年内に廃止。 |
| 近畿日本鉄道         | 南大阪線・吉野線                          | 吉野特急の設定前、不定期で大阪阿部野橋駅 - 吉野駅間に料金不要の快速列車が運行されていた。特急と急行の中間に位置する種別で、1959年 - 1965年に「かもしか号」の列車愛称をつけて不定期特急とともに運行されていた。 |
| 京阪電気鉄道         | 本線                                      | かつて行楽期や京都競馬場重賞競走開催日に臨時列車として運転されていたが、2010年時点では運転されていない。 「京阪本線#臨時列車」参照。停車駅は列車によって異なる。 |
| 阪急電鉄             | 京都本線                                  | 2001年に急行に統合され廃止されたが、2007年より臨時列車の種別として復活、2010年3月のダイヤ改正時には定期列車で復活。2022年12月のダイヤ改正で急行（3代目）に改称され再び廃止されたが、2025年2月のダイヤ改正で同社の神戸本線で復活している。（上記） ただし、京都本線ではダイヤ改正自体が実施されなかったため復活ではなく、廃止→神戸本線に新設というほうが正しい。 |
| 神戸新交通           | ポートライナー                            | 神戸空港駅までの延伸開業とともに2006年2月2日より運行開始。空港系統でのみ運行され、三宮駅を出発後、中公園駅、みなとじま駅、市民広場駅、医療センター駅、京コンピュータ前駅の順に停車。朝夕ラッシュ時を除いた時間帯に1時間あたり2本運行されており、三宮駅 - 神戸空港駅間を16分半で結んでいた。2016年3月28日のダイヤ改正で廃止。 |
| 神戸市交通局         | 西神・山手線                              | 西神ニュータウンの開発に伴う人口増加による利用需要増に備え、1993年7月に運転を開始。 停車駅は、西神中央駅・名谷駅・新長田駅・三宮駅・新神戸駅で、神戸総合運動公園野球場（グリーンスタジアム神戸）や神戸総合運動公園ユニバー記念競技場でイベントが開催される際には総合運動公園駅にも臨時停車していた。 1995年に発生した阪神・淡路大震災の影響により休止となっていたが、各駅停車との所要時間の差がわずか6分だったこともあり実質廃止となった。                            |
| 神戸電鉄             | 有馬線 粟生線 三田線                      | 三田線直通列車は2007年に急行に置き換わり廃止となった。三田線内は各駅に停車していた。粟生線直通の快速は1991年の登場後一旦廃止されていたものの、2009年3月20日のダイヤ改正で復活したが、2020年3月14日のダイヤ改正で再び消滅した。 なお、快速の英語表記は快速急行を意味する「RAPID EXPRESS」となっていた（現行の特快速は「SPECIAL RAPID EXPRESS」）。 |
| 高千穂鉄道           | 高千穂線                                  | 1991年3月16日改正よりTR-300形気動車使用の座席指定快速「たかちほ」として運行開始。2003年3月15日、TR-300形廃車に伴い廃止。 |
| 肥薩おれんじ鉄道     | 肥薩おれんじ鉄道線                        | 快速は土休日のみの運行。なお、全線通し運行される列車は、鹿児島中央発新八代行の「オーシャンライナーさつま4号」と、JR鹿児島本線鹿児島中央駅から出水駅まで乗り入れる「オーシャンライナーさつま号(1～3号)」と、JR鹿児島本線熊本駅から出水駅まで乗り入れる「スーパーおれんじ号(全車)」があったが、2021年3月13日ダイヤ改正までに全廃された。 |

## 快速の派生種別
いくつかの路線で、「特別快速」「新快速」などといった快速列車の派生種別が存在する。また、他の種別と同様に「通勤〜」や「区間〜」、「直通〜」が付く快速も少なくない。各線区における列車の位置づけは、一覧の「詳細ページ」の項を参照。

### JR
JR（旧国鉄）における快速列車の派生種別を下表に示す。
特筆すべきは、JR西日本京阪神地区（アーバンネットワーク）では運行線区に応じた愛称が与えられているものがある。基本的には通常の快速と同じ位置づけの種別であるが、例えば、「みやこ路快速」は同じ線区で運行する快速よりも停車駅を少なくしている。その他の列車も停車駅は通常の快速と同じではあるものの、JR発足後に新規製造した車両のみを使用し高速度運転するダイヤを組んでおり、通常の快速よりも到達時間を短くしているものが多い。
また、休日にのみに運転されるものの中にはホリデー快速の名称を与えるものもある。しかし、運行路線が多く、いわゆる「休日運行」の快速列車格であったホリデー快速「おくたま」・「あきがわ」のような列車から、「ホリデー快速富士山」のように臨時列車の扱いで運行されるものもある。
- 各線区ごとにその位置づけは異なるため、詳細については表の「詳細ページ」の項から各線区についての説明を参照。
- 「×」表記はすでに廃止されている線区・種別などを示す。

| 種別名   | 運行系統                                              | 詳細ページ                                           | 備考 |
| -------- | ----------------------------------------------------- | ---------------------------------------------------- | --- |
| 区間快速 | ×函館本線（小樽 - 札幌 - 岩見沢）                     | いしかりライナー                                     | 快速「エアポート」・快速「ニセコライナー」との差違による名称。手稲駅 - 札幌駅間、もしくは札幌駅 - 江別駅間のどちらかで快速運転を行う。2020年3月14日ダイヤ改正により、廃止。                                                    |
| 区間快速 | 千歳線（新千歳空港 - 札幌）                           | エアポート_(列車)#区間快速                           | 「エアポート」のうち、日中時間帯に運行される一部の列車は「区間快速」として新千歳空港駅 - 北広島駅間の各駅に停車する。2024年3月16日より登場。                                                                                   |
| 区間快速 | 武豊線 - 東海道本線                                   | 武豊線#運行形態 および東海道線 (名古屋地区)#運行形態 | |
| 区間快速 | 中央本線                                              | 中央線 (名古屋地区)#運行形態                         | 2024年3月16日より。 |
| 区間快速 | 関西本線                                              | 関西線 (名古屋地区)#区間快速                         | 2009年3月14日のダイヤ改正で昼間時間に停車駅を減らした「快速」が設定されたことによりこの種別が登場した。それ以前の「快速」（快速みえとは異なる）の停車駅が引き継がれている。                                                    |
| 区間快速 | 奈良線・関西本線（大和路線）                          | 奈良線#区間快速                                      | |
| 区間快速 | 大和路線 - 大阪環状線                                 | 大和路線#区間快速                                    | 一部和歌山線・桜井線直通 |
| 区間快速 | 阪和線                                                | 阪和線#区間快速                                      | |
| 区間快速 | 関西本線（大和路線）・片町線（学研都市線） - JR東西線 | 片町線#区間快速                                      | JR宝塚線塚口駅以北・JR神戸線の直通列車の場合、尼崎方面行きは京橋駅で直通先の種別・列車番号に、四条畷方面行きは尼崎駅で学研都市線内の種別・列車番号に変更する。                                                                 |
| 区間快速 | 東海道本線（JR神戸線）・福知山線（JR宝塚線）          | 福知山線#運行形態                                    | 川西池田駅以北は各駅に停車 |
| 区間快速 | 鹿児島本線（門司港 - 八代）                           | 鹿児島本線#区間快速                                  | 一部長崎本線直通 |
| 区間快速 | 佐世保線 - 大村線 - 長崎本線（佐世保 - 長崎）         | シーサイドライナー                                   | 「シーサイドライナー」のうち、日中時間帯に運行されるものは種別を「区間快速」として佐世保駅 - 竹松駅間の各駅に停車する。 |
| ×B快速   | ×阪和線                                               | 阪和線#B快速                                         | 天王寺駅 - 熊取駅間で快速運転を行い、熊取駅 - 和歌山駅間は各駅停車していた。末期は早朝の1本のみに運行される大阪環状線・梅田貨物線経由新大阪行きのみの運行であった。 停車駅案内や市販の時刻表では「快速」と表記するものがある。 |
| ×B快速   | ×仙石線                                               | 仙石線#快速列車                                      | 仙石線快速において停車駅が2種類あった時代、あおば通駅 - 多賀城駅間を各駅停車する快速列車で使用していた。ただし市販の時刻表では「快速」と表記。                                                                                 |
| ×準快速  | ×鹿児島本線                                           | 鹿児島本線#準快速（廃止）                            | 2004年3月13日のダイヤ改正で折尾駅 - 赤間駅間を各駅停車する快速列車で使用していた。2011年3月12日のダイヤ改正で門司港駅 - 福間駅間各駅停車となったのち、2018年3月16日で区間快速に変更され名称は消滅。                            |

| 種別名   | 運行系統 | 詳細ページ                                          | 運行本数・時間                                             | 備考 |
| -------- | --- | --------------------------------------------------- | ---------------------------------------------------------- | --- |
| 特別快速 | 千歳線「エアポート」                                                                                          | エアポート(列車)                                    |                                                            | 札幌都心から空港アクセスの混雑緩和を目的として、朝に新千歳空港行き2本、夜に札幌行き2本が設定される。2024年3月16日のダイヤ改正以降は日中時間帯にも毎時1本を運行。 |
| 特別快速 | 石北本線「大雪」                                                                                              | オホーツク (列車)                                   | 1日2往復                                                   | 2025年3月ダイヤ改正で同区間を走行していた特急「大雪」を格下げして設定したため、基本的に「オホーツク」と同一の停車駅である。 |
| 特別快速 | 仙石東北ライン （東北本線・仙石線）                                                                           | 仙石東北ライン                                      | 1日1往復のみ                                               | |
| 特別快速 | 常磐快速線 | 常磐快速線 特別快速#常磐線                          | 朝夕の2往復のみ                                            | 全列車上野駅以南上野東京ライン直通、東海道線品川駅まで運行。 停車駅：品川駅、新橋駅、東京駅、上野駅、日暮里駅、北千住駅、松戸駅、柏駅、取手駅、藤代駅、龍ケ崎市駅、牛久駅、ひたち野うしく駅、荒川沖駅、土浦駅 取手駅 - 土浦駅間は各駅停車である。2015年3月13日までは北千住駅を通過していた。 |
| 特別快速 | 湘南新宿ライン （東海道線 - 高崎線系統）                                                                      | 湘南新宿ライン 特別快速                             | 日中時間帯毎時1本                                          | 湘南新宿ラインの「快速」に対する上位種別であり、東海道線快速「アクティー」・高崎線快速「アーバン」と同格である。 快速「アーバン」や高崎線通勤快速と異なり、北本駅に停車する。新川崎駅、西大井駅、恵比寿駅は通過する。 停車駅：小田原駅、国府津駅、平塚駅、茅ケ崎駅、藤沢駅、大船駅、戸塚駅、横浜駅、武蔵小杉駅、大崎駅、渋谷駅、新宿駅、池袋駅、赤羽駅、浦和駅、大宮駅、上尾駅、桶川駅、北本駅、鴻巣駅、熊谷駅、籠原駅、深谷駅、岡部駅、本庄駅、神保原駅、新町駅、倉賀野駅、高崎駅 小田原駅 - 横浜駅間の停車駅は「アクティー」と同一である。戸塚駅では横須賀線のホームに停車する。2013年3月15日までは浦和駅は通過していた。高崎線の熊谷駅 - 高崎駅間は各駅停車である。 |
| 特別快速 | 東海道本線 （JR東海・名古屋圏）                                                                               | 東海道線 (名古屋地区)                               |                                                            | 快速・普通列車として運行区間では最速達種別 |
| 特別快速 | ×指宿枕崎線「なのはなDX」                                                                                     | 指宿枕崎線#特急「指宿のたまて箱」・快速「なのはな」 | 2004年から 2011年まで運行                                  | この場合、快速「なのはな」との差別化を図る意味合いがあるとされ、速達化とは必ずしも一致しない。 |
| 特別快速 | ×成田線・総武本線・ 横須賀線「エアポート成田」                                                                | 総武快速線                                          | 1995年まで運行                                             | 横須賀線内は大船駅までの運行で、現行の快速「エアポート成田」同様、普通「エアポート成田」扱い。 |
| 中央特快 | 中央線（快速）・青梅線                                                                                        | 特別快速#中央線・青梅線                             | 上り平日あさラッシュ、下り平日夕方 ラッシュ時以外 毎日運行 | |
| 青梅特快 | 中央線（快速）・青梅線                                                                                        | 特別快速#中央線・青梅線                             | 上り平日あさラッシュ、下り平日夕方 ラッシュ時以外 毎日運行 | |
| 新快速   | 東海道本線 （JR東海・名古屋圏）                                                                               | 東海道線 (名古屋地区) 新快速#名古屋地区（JR東海）   |                                                            | 特別快速の下位種別である |
| 新快速   | アーバンネットワーク 東海道本線（JR西日本）・山陽本線 （琵琶湖線・JR京都線・神戸線） 北陸本線・湖西線・赤穂線 | 京阪神快速 新快速#京阪神地区（JR西日本）            |                                                            | 快速・普通列車として運行区間では最速達種別。ただし湖西線内においては2012年3月11日までは上り快速のほうが停車駅が2駅少なく（当時湖西線内唯一の12両で運行したため新旭、近江高島、北小松を通過し雄琴に停車）所要時間も短いという逆転現象が生じていた。 |
| 新快速   | ×阪和線 | 新快速#阪和線                                       | 1972年から 1978年まで運行                                  | |

| 種別名   | 運行系統                                                                   | 詳細ページ            | 運行本数・時間 | 備考 |
| -------- | -------------------------------------------------------------------------- | --------------------- | --- | --- |
| 通勤快速 | ×東海道本線東京近郊区間                                                    | 東海道線 (JR東日本)   | 2021年3月12日で廃止 平日夜間下り3本のみ                                                                                                  | 遠距離速達目的のため、川崎駅・横浜駅・戸塚駅通過（それ以外は「アクティー」と同一）。品川駅の次の停車駅は大船駅となる。土曜・休日ダイヤでは日中時間帯運行の快速「アクティー」として運行。 停車駅：東京駅、新橋駅、品川駅、大船駅、藤沢駅、茅ケ崎駅、平塚駅、国府津駅、小田原駅 |
| 通勤快速 | 総武本線（快速）・成田線                                                   | 総武快速線            | 2022年3月11日で廃止 平日1日2往復のみ | 土曜・休日ダイヤでは快速として運行。総武快速線から乗り入れる横須賀線では各駅に停車。扱いも普通列車になる。 |
| 通勤快速 | ×高崎線・上越線・両毛線                                                    | 高崎線                | 2021年3月12日で廃止 平日夕方ラッシュ時のみ                                                                                               | 登場時には快速「タウン」の愛称があった。土曜・休日ダイヤでは昼間時運行の快速「アーバン」として運行。 湘南新宿ライン特別快速や「アーバン」と異なり、北本駅は全列車が通過、上尾駅と桶川駅には一部列車のみ停車するが、尾久駅には全列車が停車する。 停車駅：上野駅、尾久駅、赤羽駅、浦和駅、大宮駅、（上尾駅）、（桶川駅）、鴻巣駅、熊谷駅、籠原駅、深谷駅、岡部駅、本庄駅、神保原駅、新町駅、倉賀野駅、高崎駅、高崎問屋町駅、井野駅、新前橋駅、前橋駅 高崎線の熊谷駅 - 高崎駅間と、上越線、両毛線は各駅停車となる。 |
| 通勤快速 | ×東北本線 （宇都宮線）                                                     | 宇都宮線              | 2021年3月12日で廃止 平日夕方ラッシュ時のみ                                                                                               | 登場時には快速「スイフト」の愛称があった。土曜・休日ダイヤでは昼間時運行の快速「ラビット」として運行。 湘南新宿ライン快速や「ラビット」と異なり、蓮田駅は通過するが、尾久駅には停車する。 停車駅：上野駅、尾久駅、赤羽駅、浦和駅、大宮駅、久喜駅、古河駅、小山駅、小金井駅、自治医大駅、石橋駅、雀宮駅、宇都宮駅 小山駅 - 宇都宮駅間は各駅停車となる。 |
| 通勤快速 | 中央本線・青梅線・五日市線・八高線                                         | 中央線快速            | 平日夕方下りのみ | 通勤快速が運行される時間帯には中央特快・青梅特快が運行されないことや、土曜・休日ダイヤでは中央特快・青梅特快が代替として運行されることから、事実上特別快速と同等の扱いを受ける。 |
| 通勤快速 | ×京葉線 - 内房線・外房線 - 東金線                                          | 京葉線                | 2024年3月15日で廃止 平日朝上り内房線・外房線直通各2本、 夕方下り内房線・外房線直通各1本                                                  | 土曜・休日ダイヤでは快速として運行。 内房線・外房線 - 東金線直通列車のみとなる。 |
| 通勤快速 | 埼京線・川越線                                                             | 埼京線                | 平日朝・夕および夜間 | 土曜・休日ダイヤでは快速として運行。直通先の川越線・東京臨海高速鉄道りんかい線内では各駅停車。通勤快速の運行時間帯には快速は運行されない。日本で最初に運行された路線かつ、日本一本数が多い。 |
| 通勤快速 | ×常磐線                                                                    | 常磐線                | 2007年3月17日まで朝上り3本、夜下り1本 | 上りは平日のみ運転。特別快速よりも上位格。 |
| 通勤快速 | ×東海道本線                                                                | 東海道線 (静岡地区)   | 2007年3月17日で廃止 平日1往復のみ | 静岡駅 - 島田駅間で通過運転、それ以西は各駅に停車していた。 |
| 通勤快速 | ×中央本線                                                                  | 中央線 (名古屋地区)   | 1997年9月30日で廃止 | 現在のホームライナーよりも停車駅が少なかった。 |
| 通勤特快 | 中央本線・青梅線                                                           | 中央線快速            | 平日朝上りのみ。 | |
| 直通快速 | ×東北本線 - 石巻線                                                         | 東北本線              | 上下朝1本、夕1本 （2012年3月16日までは朝の上りと夕方の下りのみで土休日運休、翌17日からこれについては毎日運行となり、増発分が土休日運休） | 仙台駅～石巻駅間途中停車駅なし。東日本大震災において仙石線が被災したため、2015年度予定の復旧までの暫定的な運行。仙石線の代替のため、定期券・回数券は仙石線経由のものが利用可能となっていた。 |
| 直通快速 | 大阪環状線 - 阪和線←きのくに線・関西空港線                                 | 阪和線#直通快速       | 平日朝ラッシュのみ | 環状線内では各駅停車。この区間で通過運転を行う関空快速・紀州路快速や快速列車と区別するために設定された。休日は関空・紀州路快速と快速列車が代替。 |
| 直通快速 | （×JR東西線 - 片町線（学研都市線） -） おおさか東線 - 関西本線（大和路線） | おおさか東線#直通快速 | 朝夕ラッシュ時に運行（平日朝は奈良駅→新大阪駅間、夕方は新大阪駅→奈良駅間のみ）                                                           | 2019年3月15日までは片町線（学研都市線）とJR東西線を経由して尼崎駅まで直通運転していた。 |

| 種別名                 | 運行系統                                      | 詳細ページ                                | 運行本数・時間                 | 備考 |
| ---------------------- | --------------------------------------------- | ----------------------------------------- | ------------------------------ | --- |
| みやこ路快速           | 奈良線・関西本線（大和路線）                  | 奈良線#運行形態                           | 日中のみ運行                   | |
| 大和路快速             | 大阪環状線・ 関西本線（大和路線）・和歌山線   | 大和路快速                                | 日中のみ運行                   | 休日は運行時間を拡大。土曜・休日の一部列車は、和歌山線直通。 |
| 関空快速               | 大阪環状線・阪和線・関西空港線                | 関空快速・紀州路快速#関空快速             | 平日朝ラッシュ時の上り以外運行 | 早朝・夜間を除き日根野駅 - 大阪方面間は紀州路快速と併結運転。 |
| 紀州路快速             | 大阪環状線・阪和線                            | 関空快速・紀州路快速#紀州路快速           | 平日朝ラッシュ時の上り以外運行 | 一部を除き日根野駅 - 大阪方面間は関空快速と併結運転。 |
| ×関空特快 「ウイング」 | ×大阪環状線・阪和線・関西空港線               | 関空快速・紀州路快速#関空特快「ウイング」 | 日中1時間1本（当時）           | 現在は運行されていない |
| 丹波路快速             | 東海道本線（JR神戸線）・ 福知山線（JR宝塚線） | 福知山線#運行形態及び丹波路快速           | 朝および14時30分以降           | 停車駅は快速と変わらない。大阪駅発着列車のうち大半に愛称が付けられ、JR東西線・学研都市線発着列車には付与されない。 2012年3月17日から223・225系使用の篠山口駅・福知山駅発着列車に設定を拡大。東海道線に乗り入れは無い。 2020年3月14日から日中の列車を区間快速に格下げ |

| 種別名 | 運行系統 | 詳細ページ      | 備考 |
| ------ | -------- | --------------- | --- |
| ×A快速 | ×仙石線  | 仙石線#快速列車 | 上位種別がないことから事実上快速格であるが、仙石線快速において停車駅が2種類あった時代、仙台駅 - 多賀城駅間を速達運転する快速列車で使用していた。ただし市販の時刻表では「快速」と表記。 |

### JR以外の事業者
JR以外の事業者における快速列車の派生種別を下表に示す。「×」表記は廃止された事業者・路線を示す。なお、かつて近畿日本鉄道で運転されていた「区間快速」は、正式には「区間快速急行」という快速急行の派生種別であるため、ここには記載しない。
| 種別名   | 運行事業者               | 運行線区               | 運行線区                    | 備考・詳細ページ                                           |
| 種別名   | 運行事業者               | 通過駅あり             | 各駅に停車                  | 備考・詳細ページ                                           |
| -------- | ------------------------ | ---------------------- | --------------------------- | ---------------------------------------------------------- |
| 通勤快速 | ×京王電鉄                | ×京王線 (A)            | ×京王新線 ×高尾線 ×相模原線 | 京王線#通勤快速 2013年2月22日改定で「区間急行」へ改称。    |
| 通勤快速 | 東京地下鉄（東京メトロ） | 東西線 (B)             |                             |                                                            |
| 通勤快速 | 東葉高速鉄道             |                        | 東葉高速線 (B)              |                                                            |
| 通勤快速 | 首都圏新都市鉄道         | つくばエクスプレス (B) |                             | 2012年10月15日ダイヤ改正で新設 つくばエクスプレス#列車種別 |
| 通勤快速 | ×松浦鉄道                | ×西九州線              |                             | 現在は単なる「快速」として運行                             |
| 通勤快速 | ×東武鉄道                | ×伊勢崎線・×日光線     | ×宇都宮線                   | 1972年頃まで存在した。                                     |
| 通勤快速 | ×西武鉄道                | ×池袋線                |                             | 2001年12月15日廃止。                                       |

| 種別名   | 運行事業者       | 運行線区                 | 運行線区   | 備考・詳細ページ                                        |
| 種別名   | 運行事業者       | 通過駅あり               | 各駅に停車 | 備考・詳細ページ                                        |
| -------- | ---------------- | ------------------------ | ---------- | ------------------------------------------------------- |
| 区間快速 | ×東武鉄道        | 伊勢崎線 日光線          | 鬼怒川線   | 東武日光線#快速・区間快速                               |
| 区間快速 | 首都圏新都市鉄道 | つくばエクスプレス       |            | つくばエクスプレス#列車種別                             |
| 区間快速 | 東京モノレール   | 東京モノレール羽田空港線 |            | 東京モノレール羽田空港線#運行形態 英語表記は「RAPID」。 |

| 種別名   | 運行事業者     | 運行線区                          | 運行線区   | 備考・詳細ページ |
| 種別名   | 運行事業者     | 通過駅あり                        | 各駅に停車 | 備考・詳細ページ |
| -------- | -------------- | --------------------------------- | ---------- | --- |
| 空港快速 | 東京モノレール | 東京モノレール羽田空港線          |            | 東京モノレール羽田空港線#運行形態 英語表記は「HANEDA EXPRESS」。 2016年現在、下位となる「快速」がないことから事実上快速格である。 |
| 超快速   | ×北越急行      | ×ほくほく線 ×JR信越本線 ×JR上越線 |            | ×愛称は「スノーラビット」。2023年3月廃止。                                                                                        |
| 特快速   | 神戸電鉄       | 有馬線 - 三田線                   |            | 神戸電鉄有馬線#列車種別 英語表記は「SPECIAL RAPID EXPRESS」。                                                                     |

| 種別名   | 運行事業者               | 運行線区            | 運行線区   | 備考・詳細ページ                                 |
| 種別名   | 運行事業者               | 通過駅あり          | 各駅に停車 | 備考・詳細ページ                                 |
| -------- | ------------------------ | ------------------- | ---------- | ------------------------------------------------ |
| 準快速   | 東武鉄道                 | 伊勢崎線 日光線     | 鬼怒川線   | 東武日光線かつての「準快速」                     |
| 拝島快速 | 西武鉄道                 | 新宿線 - 拝島線     |            | 西武新宿線#拝島快速 急行より上位の種別であった。 |
| 東葉快速 | 東葉高速鉄道・東京メトロ | 東葉高速線 - 東西線 |            | 東葉高速線#東葉快速                              |

## 快速○○
いくつかの事業者において「快速特急」や「快速急行」など、特急や急行の頭に快速を付ける列車種別が運転されている。それらは、特急や急行より停車駅が少ない列車となっている。詳細は各項目を参照されたい。
なお、かつて小田急電鉄では「快速準急」が設定されていた。日中の準急を速達化したもので、準急と急行の間の位置付けだった。この種別は1971年、急行に統合されて廃止となった。

## 各国での言語表記
快速の英訳には"Rapid (Service)"が当てられ、東日本旅客鉄道（JR東日本）の快速列車ではRapid Service trainと表記される。
なお、特殊な例としては宇都宮ライトレールの快速列車では日本国内では急行列車の訳として当てられることの多いExpressという表記になっている。
ただし英語圏では、"RAPID"は快速（列車）という意味ではなく、「迅速な」という形容詞である（rapidsだと「急流」）。 停車駅が少ないことも含意するとは限らない。 またロマンス語圏においては、特急列車の種別名にRapidやそれと同じ語源の言葉を用いることがあった（フランス国鉄#列車の種類）。 ドイツ語圏では昔の"Eilzug"が日本の快速列車に近い。

### 派生種別の英語表記
| 東京モノレールでの英語表記事例。「空港快速」はHANEDA EXPRESS、「区間快速」がRAPIDとなっている |  | 東京モノレールでの英語表記事例。「空港快速」はHANEDA EXPRESS、「区間快速」がRAPIDとなっている |
| 東京モノレールでの英語表記事例。「空港快速」はHANEDA EXPRESS、「区間快速」がRAPIDとなっている |  |                                                                                               |

英語表記は事業者によって異なり、JR東海の東海道本線や首都圏新都市鉄道つくばエクスプレスでは区間快速の英語表記がSemi Rapidとなっている。JR西日本では、区間快速をRegional Rapid Serviceとし、JR九州では、Regional Rapidとしている。また、JR西日本では新快速をSpecial Rapid Serviceとし、JR東海では新快速をNew Rapidとしている。これはJR東海には特別快速が存在するためである。
JR西日本の直通快速はDirect Rapid Serviceとなっている。
東京モノレールの空港快速・区間快速はそれぞれHANEDA EXPRESS、RAPIDとなっている。
北越急行の超快速はChō-Rapid、神戸電鉄の特快速はSpecial Rapid Expressとなっている。

## 日本国外
日本国外の鉄道においては、日本の列車種別を明確に当てはめることは難しいが、日本以外では概ね以下のように考えることができる。
- 中華人民共和国の鉄道（香港含む）では「特快列車」、「快速列車」が運行されているが、これらは日本の急行列車に相当する。2010年代から、一部の地下鉄も日本の快速列車に相当する列車が運行されている。
  - 上海軌道交通16号線
    - 2013年12月19日に開業した上海軌道交通16号線では、快速列車に相当する種別として大駅車（簡体中文:大站车・英語表記：Major Station Train）が運転されている。これは中国の地下鉄では初めての快速列車であったが、輸送力不足による混雑の影響により2014年1月29日から運転を取り止めた。その後、車両増備により輸送力増強がなされたことにより、2016年3月21日に運転を再開した。2020年6月18日から、ノンストップ列車に相当する種別として直達車（簡体中文:直达车・英語表記：Nonstop Train）が運転されている。

  - 広州地下鉄14号線・18号線・21号線
    - 2018年12月28日に全線開業した広州地下鉄14号線では、快速列車に相当する種別として快車（簡体中文:快车・英語表記：Express）が運転されている。2019年に全線開業した21号線と2021年に開業した18号線も快車が運転されている。
- 台湾では区間快車（英語表記：Local Express）が運行されているが、これは日本の快速列車に相当する。この他に運賃制度上は区間快車と同格であるが全席指定の復興号も運行されている。
  - 2017年3月2日に開業した桃園機場捷運では、快速列車に相当する種別として直達車（繁體中文:直達車）が運転されている。
- 韓国では、ソウル首都圏の広域電鉄の一部路線で急行列車（英語表記：Rapid）が運行されており、こちらも日本の快速列車に相当する。
- ドイツ鉄道 (DB) の「レギオナルエクスプレス」（RE:RegionalExpress）、スイス連邦鉄道 (SBB CFF FFS) の「レギオエクスプレス」（RE:RegioExpress）、オーストリア連邦鉄道 (ÖBB) の「レギオナルエクスプレス」（REX:RegionalExpress）が、特別料金を要さないこと、普通列車よりも停車駅が少ないこと、特急列車よりは遅いが速達性を重視していること、地域圏輸送を主目的とすることなどの点から、日本の鉄道の「快速」に相当する種別と考えることができる。
- ドイツの「ミュンヘン・ニュルンベルク・エクスプレス」や、フランス・アルザス地域圏の「TER200」のように、特別料金不要ながら、最高速度200km/hで運転する列車も存在する。
- イギリスの場合、そもそもExpress自体が「各駅停車と同じ料金[注 21]で途中駅通過で終点まで早くつく」という快速列車の定義にそのまま当てはまる車種である[39]。

## 路線バスにおける快速
路線バスの内、中間停車停留所を精選するなど速達運転を行うものについても、事業者によっては「快速」の種別を称する場合がある。急行バスの項も参照のこと。

### 雑誌
- 交友社『鉄道ファン』
  - No.558 特集：列車種別バラエティ
  - No.613 特集：快速ウオッチング
- 交通新聞社『JR時刻表』各号
- JTBパブリッシング『JTB時刻表』各号
- 鉄道ジャーナル社『鉄道ジャーナル』No.561 特集：大都市圏の「快速」電車

### 書籍
- 所澤秀樹『鉄道の基礎知識』創元社、2010年2月。ISBN 9784422240671。
- 寺田裕一『ローカル私鉄 列車ダイヤ25年 東日本編』JTB、2004年7月。ISBN 978-4533054846。
- 寺田裕一『ローカル私鉄 列車ダイヤ25年 西日本編』JTB、2004年10月。ISBN 978-4533055850。